# La vida es silbar
 La vida es silbar  es una película dramática cubana estrenada en el 1998 y dirigida por Fernando Pérez. 

## Sinopsis
Tres personas que no son felices se debaten entre el amor, el odio, las promesas, la verdad y los prejuicios. Historias que se entrelazan con la ciudad como testigo mudo de sus dilemas.

## Palmarés cinematográfico
- Premios Coral a la mejor dirección, a la mejor fotografía (Raúl Pérez Ureta), a la revelación femenina (Claudia Rojas), 1998.
- Premio de la CICAE (Confederación Internacional de Cines de Arte) en el Festival Internacional de Cine de Berlín (Berlinale), 1999.
- Premio Especial del Jurado, Festival Internacional de Santa Cruz, Bolivia, 1999.
- Reconocimiento del Jurado Internacional (Premio a la mejor película latinoamericana) Festival Sundance, EE. UU., 1999.
- Premio de la Crítica Holandesa, Róterdam, Holanda, 1999.
- Premio Goya al mejor filme extranjero, España, 2000.
- Premio Flaiano a la mejor película extranjera, Italia, 2000.